# 胡金明
胡金明（1973年1月—），男，汉族，安徽枞阳人，中共党员，现任云南师范大学校长。

## 生平
1995年7月毕业于安徽师范大学地理系地理教育专业，1998年7月于中国科学院长春地理研究所自然地理学专业获硕士学位，2001年9月于北京大学城市与环境学系自然地理学专业获博士学位。2001年10月至2006年10月，在中国科学院东北地理与农业生态研究所工作。2004年8月至2005年9月，在英国伦敦大学学院地理系从事博士后研究。2006年11月调至云南大学，任云南大学自然科学研究院（亚洲国际河流中心）教授、博士生导师。曾任云南大学科技处处长。2021年7月，任云南大学副校长。2024年4月，任云南师范大学党委副书记、校长。

## 社会兼职
中国地理学会理事，中国生态学学会理事，云南省地理学会理事长。